# Червичешти (Ботошани)
Червичешти (рум. Cervicești) насеље је у Румунији у округу Ботошани у општини Михај Еминеску. Oпштина се налази на надморској висини од 162 m.

## Становништво
Према подацима из 2002. године у насељу је живело 873 становника, од којих су сви румунске националности.